# Liste des évêques de Man
Liste des évêques de Man
(Dioecesis Manensis)
L'évêché de Man est créé le 8 juin 1968, par détachement de celui de Daloa.

## Sont évêques
- 8 juin 1968-6 mars 1992 : Bernard Cardinal Agré
- 17 décembre 1992-18 décembre 2007 : Mgr Joseph Niangoran Teky
- Depuis le 18 décembre 2007 : Mgr Gaspard Béby Gnéba
  - Depuis le 27 décembre 2024 : Jean-Pierre Cardinal Kutwa, administrateur apostolique sede plana

## Sources
- L'ANNUAIRE PONTIFICAL, sur le site http://www.catholic-hierarchy.org, à la page